# Lew Zalin
Lew Borisowicz Zalin, właśc. Załman Markowicz Lewi lub Lewin (ros. Лев Борисович Залин (Залман Маркович Леви (Левин), ur. 1897 w Smorgoniach, zm. 22 stycznia 1940 w Moskwie) – funkcjonariusz radzieckich organów bezpieczeństwa, komisarz bezpieczeństwa państwowego II rangi, ludowy komisarz spraw wewnętrznych Uzbeckiej SRR (1934-1935) i Kazachskiej SRR (1937-1938).

## Życiorys
Litewski Żyd, działacz żydowskich organizacji młodzieżowych i Poalej Syjon, od 1917 w SDPRR(b). Pracował jako nauczyciel w Kursku, 1918 sekretarz kurskiego komisariatu ds. żydowskich, następnie w Moskwie był instruktorem działu prawnego miejscowego komitetu wykonawczego. W grudniu 1918 wysłany na Litwę, gdzie organizował oddziały czerwonej partyzantki i był sekretarzem podziemnego komitetu RKP(b) w Kownie oraz redaktorem gazety. Aresztowany przez władze niemieckie, zwolniony lub wymieniony za innego więźnia. Po zwolnieniu wstąpił do Czeki, członek kolegium Czeki. Od kwietnia do lipca 1919 przewodniczący Czeki w Poniewieżu, następnie przez miesiąc członek kolegium ludowego komisariatu pracy Litewsko-Białoruskiej Socjalistycznej Republiki Rad. 
W sierpniu 1919 wstąpił do Armii Czerwonej, szef oddziału międzynarodowego wydziału politycznego 16 Armii i 3 Armii od września 1919 do marca 1920, uczestnik wojny z Polską, m.in. zajęcia przez Armię Czerwoną Mińska i Bitwy Warszawskiej. W 1920-1921 w specjalnych oddziałach wojskowych, od stycznia 1921 pracownik Zarządu Ekonomicznego Czeki, od kwietnia 1921 do lipca 1922 pomocnik szefa i szef oddziału wywiadu (INO) Czeki/OGPU, jednocześnie funkcjonariusz Wydziału Specjalnego Czeki/OGPU. 1923 na nielegalnej pracy w Niemczech, od 15 stycznia 1924 do 27 czerwca 1927 pomocnik szefa Wydziału Specjalnego OGPU przy Radzie Komisarzy Ludowych ZSRR, następnie do 27 marca 1929 szef Tajnego Wydziału Operacyjnego Pełnomocnego Przedstawicielstwa OGPU w Białoruskim Okręgu Wojskowym i jednocześnie zastępca pełnomocnego przedstawiciela OGPU Białoruskiego Okręgu Wojskowego i zastępca przewodniczącego OGPU przy Radzie Komisarzy Ludowych Białoruskiej SRR, czyli zastępca szefa OGPU na Białorusi. Od 27 marca 1929 do 1 września 1930 pełnomocny przedstawiciel OGPU obwodu zachodniego (przemianowanego potem na obwód smoleński), od 21 września 1930 do 15 sierpnia 1931 zastępca szefa Wydziału Specjalnego OGPU, później do 10 lipca 1934 zastępca, a od 31 lipca do 4 listopada 1934 I zastępca pełnomocnego przedstawiciela OGPU w Środkowej Azji. Od 4 listopada 1934 do 9 stycznia 1935 ludowy komisarz spraw wewnętrznych Uzbeckiej SRR, jednocześnie szef Wydziału Specjalnego Głównego Zarządu Bezpieczeństwa Państwowego Środkowoazjatyckiego Okręgu Wojskowego. 26 listopada 1935 mianowany komisarzem bezpieczeństwa państwowego II rangi. Od 7 stycznia 1937 do 20 stycznia 1938 ludowy komisarz spraw wewnętrznych Kazachskiej SRR. 
Od 28 marca do 7 czerwca 1938 szef IX Wydziału I Zarządu NKWD ZSRR, następnie został aresztowany, wykluczony z partii pod zarzutem „udziału w spisku w NKWD, szpiegostwa i przygotowywania aktów terroru”. 21 stycznia 1940 skazany przez Wojskowe Kolegium Sądu Najwyższego ZSRR na śmierć, następnego dnia rozstrzelany.

## Odznaczenia
- Order Czerwonego Sztandaru (dwukrotnie - 14 grudnia 1927 i 14 lutego 1936)
- Order Czerwonej Gwiazdy (19 grudnia 1937)
- Order Czerwonego Sztandaru Pracy Turkmeńskiej SRR (1932)
- Order Czerwonego Sztandaru Pracy Tadżyckiej SRR (11 grudnia 1932)
- Medal jubileuszowy „XX lat Robotniczo-Chłopskiej Armii Czerwonej” (22 lutego 1938)
- Odznaka „Honorowy Funkcjonariusz Bezpieczeństwa” (dwukrotnie - 1924 i 1932)
- Odznaka „15 lat Kazachstanu”